# Schäferei (Weißdorf)
Schäferei ist ein Gemeindeteil der Gemeinde Weißdorf im Landkreis Hof (Oberfranken, Bayern). Schäferei liegt in der Gemarkung Bug.

## Geografie
Die Einöde liegt am Nordhang des Bugbergs (586 m ü. NHN). Ein Anliegerweg führt zur Bundesstraße 289 (0,6 km südöstlich) bzw. nach Oppenroth (0,5 km nördlich). Ein Wirtschaftsweg führt nach Bug (0,8 km südlich).

## Geschichte
Von 1797 bis 1810 unterstand Schäferei dem Justiz- und Kammeramt Münchberg. Infolge des Ersten Gemeindeedikts wurde Schäferei dem 1812 gebildeten Steuerdistrikt Weißdorf und der zugleich entstandenen  Ruralgemeinde Weißdorf zugewiesen. 1827 kam der Ort zur neu gebildeten Ruralgemeinde  Bug. 1938 wurde diese nach Weißdorf eingemeindet.

### Einwohnerentwicklung
| Jahr      | 1819  | 1861  | 1871   | 1885   | 1900   | 1925   | 1950   | 1961   | 1970   | 1987  |
| Einwohner | *     | *     | 5      | 3      | 7      | 4      | 3      | 2      | 3      | 7     |
| Häuser    |       |       |        | 1      | 1      | 1      | 1      | 1      |        | 1     |
| Quelle    | [ 8 ] | [ 9 ] | [ 10 ] | [ 11 ] | [ 12 ] | [ 13 ] | [ 14 ] | [ 15 ] | [ 16 ] | [ 1 ] |

## Religion
Schäferei ist bis heute nach St. Maria (Weißdorf) gepfarrt und evangelisch-lutherisch geprägt.